# Liste der Monuments historiques in Brax (Haute-Garonne)
Die Liste der Monuments historiques in Brax (Haute-Garonne) führt die Monuments historiques in der französischen Gemeinde Brax auf.

## Liste der Bauwerke
| Bezeichnung | Beschreibung | Standort | Kennzeichnung | Schutzstatus | Datum | Bild           |
| ----------- | ------------ | -------- | ------------- | ------------ | ----- | -------------- |
| Schloss     |              | (Lage)   | PA00094297    | Inscrit      | 1946  | weitere Bilder |